# ميس صغير الأوراق
ميس صغير الأوراق (الاسم العلمي: Celtis microphylla) هو نوع نباتي يتبع جنس الميس من فصيلة القنبية.